# Vascoda
vascoda era fino al 2011 un portale web multidisciplinare in lingua tedesca, fondato e manutenuto da un consorzio di 42 biblioteche accademiche e servizi di informazione Internet con lo scopo di unire le risorse accademiche in un unico servizio informativo integrato e ben strutturato. 
vascoda è anche il nome dell'organizzazione senza scopo di lucro che offriva supporto tecnico e coordinamento ai portali tematici degli enti aderenti.

## Storia
A partire dal 2012 è stato integrato nel sito e metamotore di ricerca worldwidescience.org, all'interno del quale costituisce una risorsa e una collezione di titoli autonomamente gestita.
La sede era ad Hannover, gestita dal NRW Online Utility and Library Service Centre (hbz).

## Funzionalità
Il portale forniva gratuitamente accesso a pubblicazioni scientifiche, in gran parte non indicizzate nei motori di ricerca Internet. Per alcune di esse, era richiesto il pagamento di pay-per-view. Le aree tematiche coperte erano: scienze tecnologiche e naturali, scienze mediche e biologiche, scienze economiche e sociali, religioni e cultura.

## Portali tematici
A giugno del 2009, vascoda integrava o seguenti portali tematici:
| - arthistoricum.net – biblioteca virtuale per la storia dell'arte - b2i - biblioteca scientifica, libri di studio, informatica - Cibera – Virtual Library Latin America / Spain / Portugal - chem.de – chimica - Chronicon – storia - Clio-online – portale Internet per gli storici - CrossAsia – Virtual Library East and South-East Asia - EconBiz – biblioteca virtuale per l'economi e il mondo degli affari - EVIFA – antropologia sociale - Fachportal Pädagogik – portale per l'educazione in lingua tedesca - Genios – portale di informazioni sul business, in lingua tedesca - GEO-LEO – biblioteca di esperti per mappatura e data mining nella geografia terrestre e astronomica - Germanistik im Netz – biblioteca virtuale per gli studi di lingua e letteratura tedesca - GetInfo – informazioni specialistiche su scienza e tecnologia - Greenpilot – scienza e vita - historicum.net – storia - internet library sub-saharan Africa (ilissAfrica) - IREON – International Relations and Area Studies Online - MEDPILOT – All you need to know - MENALIB – Medio Oriente - NedGuide – Cultura tedesca - Propylaeum – Studi classici - Psyndex – Indice bibliografico della letteratura e test psicoanalitici | - Savifa – biblioteca e portale di informazione sull'Asia meridionale - Slavistics Portal – lingue e letterature slave - Sowiport – scienze sociali - SPORTIF – portale di informazione sportiva - ViFaArt – arte contemporanea - vifabio – biblioteca virtuale per gli studi di biologia - ViFaHolz – biblioteca virtuale per gli studi delle tecnologie del legno - vifamath – biblioteca virtuale per gli studi di matematica - ViFa medien buehne film – scienze della comunicazione e dei media, giornalismo, film e teatro - ViFaMusik – musica - vifanord – biblioteca virtuale sul nord Europa e gli studi baltici - ViFaOst – biblioteca virtuale relativa all'Europa orientale - ViFaPharm – biblioteca virtuale per gli studi di farmacologia - ViFaPhys – biblioteca virtuale per gli studi di fisica - ViFaPol – scienze politiche - ViFaPsy – biblioteca virtuale per gli studi di psicologia - ViFa Recht – biblioteca virtuale per gli studi di giurisprudenza - ViFa Romanischer Kulturkreis – biblioteca virtuale per gli studi di cultura romanza - ViFa Sport – scienze sportive - ViFaTec – portale per le materie ingegneristiche - ViFaVet – biblioteca virtuale per gli studi di medicina veterinaria e parassitologia generale - VirTheo – biblioteca virtuale per gli studi di teologia e scienze religiose - VLib AAC – biblioteca virtuale per gli studi di cultura anglo-americana |

## Progetti
Fra i progetti finanziati dall'Associazione tedesca per la ricerca e dal Ministero dell'Istruzione della Ricerca tedesco (Bundesministerium für Bildung und Forschung, BMBF), vi erano:
- Funzionalità e operatività del portale
- Metadati, standard e problemi di eterogeneità dei dati
- Coordinamento, marketing, controllo qualità
- Contenuto: diritti, licenze e concetti aziendali
- Strutture e attività comuni
- Autenticazione condivisa, autorizzazione e gestione delle autorizzazioni[6]
- Modellazione dei dati e problemi di eterogeneità[7]